# Cyriel De Keyser
Cyriel Camiel De Keyser (Sint-Michiels, 10 september 1921 – Leuven, 31 oktober 2001) was een Belgisch pedagoog en emeritus hoogleraar pedagogische wetenschappen aan de Katholieke Universiteit Leuven.

## Levensloop
De Keyser studeerde aan de Katholieke Universiteit Leuven, waar bij in 1970 promoveerde in de vergelijkende pedagogiek onder Victor d'Espallier.
In 1962 was De Keyser zijn academische loopbaan aan de Leuvense universiteit begonnen als medewerker van de psycholoog L. Knops. Een jaar later ging hij naar de Afdeling Pedagogische Wetenschappen, waar hij kwam te werken onder de pedagoog D'Espallier. In 1964 startte hij daar de nieuwe afstudeerrichting Sociale Pedagogiek op, die in 1966 van start ging. Na zijn promotie in 1970 volgde de aanstelling als hoogleraar aan de Faculteit Psychologie en Pedagogische Wetenschappen.
In 1971 was De Keyser de eerste voorzitter van het Nederlandstalig Genootschap voor Vergelijkende Studie van Onderwijs en Opvoeding (NGVO), een vereniging die was opgericht door De Keyser en Elzo Velema (1920-2003). In de jaren 1980 was De Keyser met de astronoom Aad Fokker een drijvende kracht achter de Open Filosofische Hogeschool.

## Werk
De Keysers onderwijs- en onderzoeksopdracht lag op het gebied van de comparatieve en fundamentele pedagogiek. Daarnaast heeft hij meer uithoeken van de pedagogische wetenschappen verkent zoals het onderwijspsychologische, didactische, en agogische kanten van het vak.
in 1959 had De Keyser zijn eerste werk gepubliceerd, de  Inleiding in de geschiedenis van het Westerse vormingswezen. Deze was voorzien van een inleiding van de toen net overleden rooms-katholiek priester, filosoof en pedagoog Alberic Decoene. Onder vormingswezen werd in het werk verstaan "het geheel van de bij het opvoedingswerk betrokken instanties, gedachten, idealen, technieken, personen, instellingen."
Dit inleidende werk gaf een gedocumenteerd overzicht van de ontwikkeling van het westerse onderwijs door de eeuwen heen en de ontwikkeling van de pedagogische wetenschap en haar belangrijkste vertegenwoordigers. Dit werk beleefde in de opvolgende jaren meerdere herdrukken tot een 7e druk in 1975.

## Publicaties, een selectie
- Inleiding in de geschiedenis van het westerse vormingswezen, Antwerpen: Plantyn, 1959. 7e dr. 1975.
- Répertoire comparatif des qualifications européennes = Comparative repertory of European qualifications, Acco, 1970.
- Encyclopedie van de pedagogiek. Acco, 1972.
- Standaard Encyclopedie voor opvoeding en onderwijs. Onder hoofdredactie van Alfred De Block, Tjonko Tarko ten Have, Cyriel De Keyser en Elzo Velema. Antwerpen: Standaard en  Hoorn : Kinheim, 1975.[9]
- Arbeiders en onderwijs. Met Willy d' Havé en Valeer Creyf, Vlaamse Sociale Week, Reinaert, 1977.
- Vernieuwingen in het secundair onderwijs : een Europese situering : de actuele evolutie in de Duitse Bondsrepubliek, Engeland, Frankrijk, Nederland, Zweden : analyse en synthese. Verslag van het colloquium georganiseerd door het Seminarie voor comparatieve pedagogiek van de KU Leuven ter gelegenheid van de emiraatsviering van CC De Keyser, Leuven, 3-4 okt. 1986. Met Willy Wielemans, Acco, 1986.
- Mensenrechten nu! : een lessenpakket voor de hoogste jaren van het secundair onderwijs, met Frans Limpens, Infodok, 1988.